# Meragisa marcata
Meragisa marcata är en fjärilsart som beskrevs av Paul Dognin 1889. Meragisa marcata ingår i släktet Meragisa och familjen tandspinnare. Inga underarter finns listade i Catalogue of Life.